# Terenty Shtykov
Terenty Fomich Shtykov (em russo: Терентий Фомич Штыков; 28 de fevereiro [OS 13 de março] de 1907 – 25 de outubro de 1964) foi um general soviético que supervisionou a libertação da Coreia do Norte, como o chefe de fato de sua ocupação militar de 1945-1948 e o primeiro Embaixador soviético na Coreia do Norte de 1948 a 1950. O apoio de Shtykov a Kim Il-sung foi crucial na ascensão de Kim ao poder, e os dois persuadiram Stalin a permitir que a Guerra da Coreia começasse em junho de 1950.

## Carreira
Protegido do influente político Andrei Zhdanov, o general Shtykov serviu como comissário político durante a Segunda Guerra Mundial, terminando no Conselho Militar do Distrito Militar de Primorskiy.  Através do acesso direto a Joseph Stalin, Shtykov tornou-se o "verdadeiro governante supremo da Coreia do Norte, o principal supervisor tanto dos militares soviéticos quanto das autoridades locais". Shtykov concebeu a Administração Civil Soviética, apoiou a nomeação de Kim como chefe do governo provisório norte-coreano e ajudou Stalin a editar o primeiro Constituição norte-coreana.

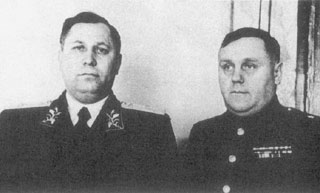
Administradores da Administração Civil Soviética na Coréia; Shtykov (esquerda) e Nikolai Georgiyevich Lebedev

Como representante proeminente da autoridade política da União Soviética sobre a nascente Coreia do Norte de outubro de 1945 a dezembro de 1950, o legado de Shtykov foi ajudar a ascensão da família Kim ao poder. A guerra que eles iniciaram libertou Kim da dominação soviética; A China interveio após o fraco desempenho militar da Coreia do Norte no início do outono. Shtykov foi demitido como embaixador em dezembro e rebaixado a major-general no mês seguinte. Mais tarde, ele serviu como embaixador soviético na Hungria de 1959 a 1960.
Andrei Lankov afirma que Shtykov teve mais impacto na história coreana do que qualquer estrangeiro, exceto os políticos coloniais japoneses, e que ele foi "o verdadeiro arquiteto do estado norte-coreano conforme surgiu em 1945-50". Várias das políticas de Shtykov, principalmente a reforma agrária norte-coreana, são hoje creditadas a Kim Il-sung pela mídia oficial norte-coreana.